# Чернов Юрій Пилипович
Юрій Пилипович Чернов (нар. 19 серпня 1932, місто Луганськ, тепер Луганської області) — український радянський діяч, бригадир слюсарів-інструментальників Луганського емалювального заводу імені Артема. Депутат Верховної Ради УРСР 8—10-го скликань.

## Біографія
Освіта середня.
З 1948 року — токар Ворошиловградського заводу автоклапанів.
У 1951—1955 роках — служба у Військово-Морському флоті СРСР.
У 1955—1992 роках — слюсар, бригадир слюсарів-інструментальників Ворошиловградського (Луганського) емалювального заводу імені Артема.
Член КПРС з 1963 року.
Потім — на пенсії в місті Луганську.

## Нагороди
- ордени
- медалі
- Державна премія СРСР (1981)
- заслужений раціоналізатор Української РСР
- почесний громадянин міста Луганська (.10.1981)